# Idaea prolongata
Idaea prolongata là một loài bướm đêm trong họ Geometridae.